# Dániel Berzsenyi

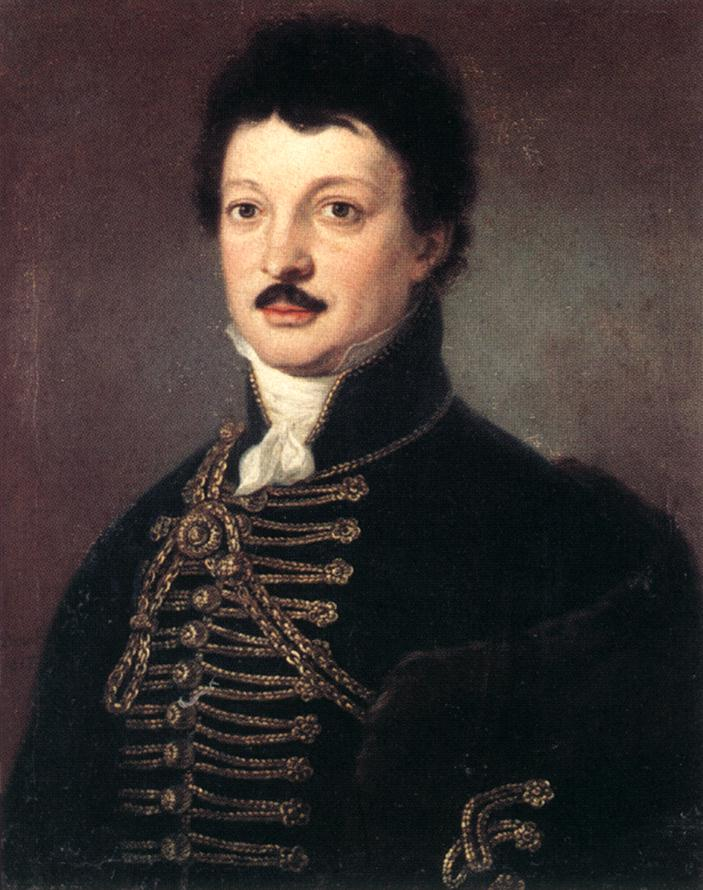
Dániel Berzsenyi, pintado por János Donát

Dániel Berzsenyi (Egyházashetye, 7 de mayo de 1776 - Nikla, 24 de febrero de 1836) fue un poeta húngaro. Su vida estuvo marcada por la contradicción: vivía como un granjero, pero aspiraba a mezclarse con la intelectualidad literaria de Budapest. Esta contradicción lo convirtió en un poeta solitario, introvertido y amargo. En su obra se pueden encontrar ecos del clasicismo, aunque también de un sentimentalismo próximo al romanticismo.

## Biografía
Berzsenyi era el hijo único de una antigua familia noble de Hungría. Aunque su padre tenía el título de abogado, nunca ejerció como tal, y se dedicó al cuidado de la granja familiar. Del mismo modo, decidió que su hijo debía endurecerse trabajando en el campo, y no le dio ninguna educación hasta los 10 años de edad. En 1788, con 13 años, Berzsenyi comenzó sus estudios en el liceo evangélico de Sopron, donde pasó siete años. Debido a que era mayor que el resto de los alumnos, le resultaba difícil aceptar la disciplina de la escuela, y faltaba frecuentemente a clase. En 1793 dejó Sopron sin terminar sus estudios y se alistó en el ejército, pero solo permaneció en él un año. Durante esta época, Berzsenyi comenzó a leer abundantemente, adquiriendo amplios conocimientos en diversas materias, así como en latín y alemán. También llegó a conocer la mitología y la literatura latinas: su ideal estético durante esta época parecía ser Horacio. 
El padre de Berzsenyi no aceptaba el comportamiento de su hijo en Sopron, lo que empeoró aún más las relaciones entre ambos. Debido a sus frecuentes conflictos, Berzsenyi decidió no volver a casa, y mudarse a Nikla, con un tío suyo. Como forma de escapar de su padre, se casó con una joven de tan solo 14 años, Zsuzsanna Dukai Takács, hija de un adinerado aristócrata rural de Sömjén. Berzsenyi se convirtió así en un granjero, como su padre. En 1804, se mudaron nuevamente a Nikla. Las obras que Berzsenyi escribió en esta época muestran sin embargo un profundo desencanto, porque su vida de granjero no satisfacía sus inquietudes culturales y literarias.
Berzsenyi comenzó a escribir poesía a los veinte años (1796), pero nadie lo supo hasta que en 1803 un sacerdote evangélico, descubrió algunos de sus poemas y los envió a Ferenc Kazinczy, el principal impulsor de la Ilustración en Hungría, quien los elogió con entusiasmo, y mantuvo desde entonces una prolongada relación epistolar con Berzsenyi. El joven poeta apenas dejaba Nikla: sólo visitó Budapest dos veces: una en 1810 y otra en 1813. Allí conoció algunos de los poetas del círculo de Kazinczy: Pál Szemere, Ferenc Kölcsey, Michaly Vitkovics o István Horvát. En esta época también pasó una semana en Viena, donde hizo que lo retrataran para la portada de su libro.
Después de 1810, Berzsenyi entra en una etapa poco productiva de su vida, posiblemente debido a problemas familiares y económicos. Su soledad acentuó su carácter melancólico. Su salud, que nunca había sido muy fuerte, empeoró. Con este ánimo, leyó la reseña, quizás demasiado severa, que Ferenc Kölcsey publicó de su obra en julio de 1817. Berzsenyi se sintió atacado personalmente, de una manera degradante e inmerecida, y creyó ver la mano de Ferenc Kazinczy detrás de este ataque, por lo que dejaron de escribirse durante años. Después de esta desilusión, dejó casi completamente de escribir poesía; la anti-reseña que escribió contra Kölcsey nunca fue publicada.
Durante los años siguientes, la labor poética fue sustituida por el estudio científico de estética y literatura: intentaba completar su formación. Con estos nuevos conocimientos, escribió una nueva contra-reseña, que esta vez sí fue publicada en 1825, con el título de "Észrevételek Kölcsey recenziójára" ("Observaciones sobre la reseña de Kölcsey"). En ella rechazaba las ideas de Kölcsey basadas en los preceptos del clasicismo, para abrazar una estética más cercana al romanticismo: su poesía, afirmaba, no podía ser juzgada con los criterios grecolatinos. En esta época también publicó otros ensayos sobre literatura, como A versformákról ("La versificación") o sus Kriticai levelek ("Cartas críticas"). En 1830 se convirtió en el primer miembro "provinciano" de la Academia Húngara de las Ciencias: su discurso de ingreso, publicado en 1833, llevaba por título "Poetai harmonistica" ("Armonía poética"), y suponía una vuelta a los postulados del clasicismo, al afirmar que la principal regularidad del mundo es la armonía.
En sus últimos años de vida, Berzsenyi estuvo enfermo casi constantemente. Acudió al balneario de Balatonfüred y a los baños medicinales de Buda. Durante esta época estuvo planeando mudarse a la capital, pero nunca llegó a llevar a cabo este plan. Murió el 24 de febrero de 1836 en Nikla.

## Obra
La principal influencia en la obra de Berzsenyi es la de los poetas latinos, en especial Horacio, de quien aprendió la contención en la expresión de los sentimientos y la virtud del equilibrio y la armonía. En su obra empleó incluso la versificación antigua, aplicándola con éxito al idioma húngaro. Pese a estas fuertes influencias, la atormentada personalidad de Berzsenyi asoma en sus poemas, en los que más que equilibrio y armonía se lee el deseo insatisfecho de equilibrio y armonía. Su acercamiento a los postulados del romanticismo puede relacionarse con sus lecturas de algunos autores alemanes como Johann Matthias Gesner o Friedrich von Matthisson. Así, en su obra coexisten dos estilos y dos personalidades, y una marcada tendencia a la desilusión y a la melancolía, provocada, al menos en parte, por los reveses sufridos en su trayectoria como poeta.